# Hayling Island
Hayling Island è un'isola nonché un centro abitato di 16 887 abitanti dell'Hampshire, in Inghilterra.

## Amministrazione

### Gemellaggi
- Gorron, Francia